# اوواسا (آیووا)
اوواسا (به انگلیسی: Owasa) شهری در ایالت آیووا کشور ایالات متحده آمریکا است که جمعیت آن در سرشماری سال ۲۰۱۰ میلادی، ۴۳ نفر بوده‌است.